# Kenton Duty
Jeffrey Kenton Duty (Plano, Texas, 1995. május 12. –) amerikai színész, énekes, táncos.
Legismertebb alakítása Gunther Hessenheffer 2010 és 2012 között az Indul a risza! című sorozatban. A Lost – Eltűntek című sorozatban is szerepelt.

## Fiatalkora
Duty 1995. május 12-én született a texasi Planoban. A Carlisle Általános Iskolában tanult. Két húga van, Jessica és Rebecca. 9 évesen kezdett el színészetet tanulni. Első darabja a Karácsonyi ének volt.

## Pályafutása
2004-ben 9 éves korában a texasi Dallasban kezdte színészi pályafutását, amikor a Dallas Színházban, ő játszotta a fiatal Scrooge-ot A Christmas Carol című darabban. Számos reklámban szerepelt, többek között a McDonald’s, a Walmart, a Pizza Hut és a Mattel reklámjaiban.

## Magánélete
2010-től Los Angelesben él szüleivel és ikertestvéreivel. Szereti az állatokat, mielőtt színész lett volna, állatorvos akart lenni.

## Filmográfia

### Film
| Év   | Magyar cím     | Eredeti cím                                           | Szerep             | Magyar hang |
| ---- | -------------- | ----------------------------------------------------- | ------------------ | ----------- |
| 2017 |                | Crowning Jules                                        | Kevin              |             |
| 2016 |                | A Housekeeper's Revenge                               | Matthew            |             |
| 2016 |                | Little Savages                                        | Todd               |             |
| 2015 |                | Crowning Jules                                        | Kevin              |             |
| 2014 |                | The Adventures of Mickey Matson and the Pirate's Code | Max                |             |
| 2014 |                | One Direction: Clevver's Ultimate Fan Guide           | önmaga             |             |
| 2013 |                | Silver Bells                                          | Jason Dalt         |             |
| 2013 |                | Contest                                               | Matt Prylek        |             |
| 2012 |                | Zendaya: Behind the Scenes                            | önmaga             |             |
| 2012 |                | Amazing Love: The Story of Hosea                      | Steve              |             |
| 2010 | A nevem Khán   | My Name Is Khan                                       | Reese Garrick      |             |
| 2010 | Kívülről őrült | Crazy on the Outside                                  | Ethan Papadopolous |             |
| 2009 |                | Forget Me Not                                         | Chad fiatalon      |             |
| 2009 |                | 2:13                                                  | Russell fiatalon   |             |
| 2007 |                | Christmas in Paradise                                 | Michael Marino     |             |

### Televízió
| Év        | Magyar cím       | Eredeti cím                    | Szerep                    | Megjegyzések                             |
| --------- | ---------------- | ------------------------------ | ------------------------- | ---------------------------------------- |
| 2019      |                  | Aware I'm Rare                 | Christian                 | 1 epizód                                 |
| 2017–2018 |                  | Hilton Head Island             | Derek TriskJacob fiatalon | mellékszereplő                           |
| 2015      |                  | Filthy Preppy Teens            | Jorgen                    | 1 epizód                                 |
| 2015      |                  | Astrid Clover                  | Chambray                  | 1 epizód                                 |
| 2015      | Amerika Huangjai | Fresh Off the Boat             | Kevin                     | 1 epizód                                 |
| 2011      |                  | Last Man Standing              | Victor Blake              | 1 epizód                                 |
| 2010–2012 | Indul a risza!   | Shake It Up!                   | Gunther Hessenheffer      | főszereplő magyar hangja Ungvári Gergely |
| 2010      |                  | Jimmy Kimmel Live!             | Jacob fiatalon            | 1 epizód                                 |
| 2010      | Lost – Eltűntek  | Lost                           | Jacob fiatalon            | 4 epizód                                 |
| 2009      |                  | The Jay Leno Show              | különböző karaketek       | 2 epizód                                 |
| 2009      |                  | Ctrl                           | Ben fiatalon              | mellékszereplő                           |
| 2008      | Döglött akták    | Cold Case                      | Chuck Pierce              | 1 epizód                                 |
| 2008      |                  | 3-Minute Game Show             | önmaga                    | 1 epizód                                 |
| 2006–2007 |                  | The Tonight Show with Jay Leno | különböző karakterek      | 4 epizód                                 |